# Seychellernes fodboldlandshold
Seychellernes fodboldlandshold repræsenterer Seychellerne i fodboldturneringer og kontrolleres af Seychellernes fodboldforbund.